# Asterope (estrella)
Astérope es el nombre que comparten dos estrellas pertenecientes al cúmulo abierto de las Pléyades, en la constelación de Tauro.
Se trata de las estrellas cuya denominación Flamsteed son 21 Tauri y 22 Tauri, recibiendo el nombre de Astérope I y Astérope II, respectivamente.
También son nombradas como Sterope I y Sterope II.
Ambas están separadas 2'24" de arco. No forman un sistema binario, pues se encuentran a una distancia aproximada entre ellas de 33 años luz.
Están situadas a una distancia aproximada entre 350 y 400 años luz de la Tierra.